# Clermont-Pouyguillès
Clermont-Pouyguillès település Franciaországban, Gers megyében. Lakosainak száma 159 fő (2022. január 1.). Clermont-Pouyguillès Labarthe, Loubersan, Lourties-Monbrun, Moncassin, Saint-Arroman, Saint-Médard és Seissan községekkel határos.

## Népesség
A település népességének változása:
| Lakosok száma | 165  | 153  | 158  | 152  | 159  | 157  | 159  | 162  | 160  | 159  |
|               | 1968 | 1982 | 1990 | 2006 | 2013 | 2015 | 2017 | 2019 | 2020 | 2022 |